# Afera Iran-Contra
Afera Iran-Contra ali Irangate (skovanka iz besede Iran z namigovanjem na afero Watergate) je bila eden od največjih političnih škandalov ameriške politike v osemdesetih letih dvajsetega stoletja. Izbruhnila je novembra 1986, ko je prišlo na dan, da so bili takratni predsednik Ronald Reagan in več vodilnih članov njegove administracije vpleteni v tajno prodajo orožja Iranu, nad katerim je bil takrat embargo na trgovanje z orožjem. Njihov načrt je bil izboljšanje odnosov z Iranom, kar naj bi privedlo do izpustitve šestih ameriških talcev, ki jih je zadrževala libanonska skupina Hezbolah. Načrt se je kmalu sprevrgel v trgovanje za talce, del zaslužka pa naj bi preusmerili v financiranje skupine Contras, protikomunistične gverilce v Nikaragvi. Čeprav je bil Reagan podpornik Contrasov, pa zaradi skrivnostnosti, ki še vedno obdaja primer, zaenkrat ni trdnih dokazov da je odobril financiranje.
Reagan je v televizijskem nagovoru priznal, da je do prodaje orožja prišlo, zanikal pa je trgovanje za talce. Ustanovljenih je bilo več preiskovalnih komisij, ki pa niso odkrile nobene neposredne povezave, saj so Reaganovi sodelavci uničili ali prikrili veliko število dokumentov. Na koncu je bilo vloženih 14 obtožnic proti članom Reaganove administracije, od katerih se je 11 končalo z obsodbo (v večini primerov za uničevanje uradnih dokumentov in oviranje preiskave), vendar je bilo nekaj teh obsodb po pritožbi razveljavljenih. Vse obtožene in obsojene je dokončno pomilostil kasnejši predsednik George H. W. Bush, ki je bil v času afere podpredsednik.